# Presente de Deus
Presente de Deus é o oitavo álbum de estúdio da cantora brasileira Cristina Mel, lançado em junho de 1998 pela gravadora MK Publicitá sob produção musical de Karam e Mito e relançado novamente em 2008 pela gravadora. 
Em 2018, foi considerado o 94º melhor álbum da década de 1990, de acordo com lista publicada pelo Super Gospel.

## Faixas
1. Ao Amanhecer - 04:57 (Edvaldo Novaes)
2. Necessito de Você - 04:22 (Cosme Marinho)
3. Amigo Verdadeiro - 03:40 (Delma Pontes)
4. Nome Maravilhoso - 04:58 (Josué Teodoro)
5. Ao Adolescente 03:19 (Josué Teodoro)
6. Lindo Lugar - 05:21 (Marcelo Manhães)
7. Presente de Deus - 04:11 (Evanil Lessa)
8. Teu Nome, Oh! Deus - 03:22 (Alda Célia)
9. Venhar Viver - 05:07 (Izael dos Santos)
10. Falar de Deus - 03:46 (Gil Miranda)
11. Levante a Cabeça - 04:23 (Paulo Francisco)
12. Jesus está Vindo - 05:55 (Saulo Valley)
13. Tá Amarrado! - 03:51 (Ed Wilson)
14. Faixa Multimidia Interativa

## Créditos
- Produção Executiva: MK Music
- Produção Musical: Luiz A. Karam e Mito
- Arranjadores: Maestro Luiz A. Karam e Mito
- Técnicos de Gravação: Gerêmias Fontes
- Gravações Adicionais: Sérgio Rocha e Gerson Rangel
- Mizagem: Gerêmias Fontes, Helyêda Campelo e Mito
- Masterização: Toney Fontes
- Criação de Capa e Arte Final: MK Music
- Fotos: Dario Zalis
- Make Up: Zé Carlos